# Jean Rondeau
Jean Rondeau (Le Mans; 13 de mayo de 1946-Champagné; 27 de diciembre de 1985) fue un piloto de automovilismo y preparador de automóviles francés.

## Biografía
La vida de Rondeau estuvo entrelazada con los acontecimientos de la carrera de resistencia más famosa del mundo: cuando tenía 3 años de edad, su padre lo llevó a ver la edición número 17 de las 24 Horas de Le Mans, el primero después de que la Alemania nazi invadiera Francia. Desde ese entonces nació la pasión de Jean por las carreras de automovilismo, lo que llevó a iniciar su carrera a los 8 años y a participar a los 10 en el «Critérium du Jeune Pilote», evento organizado por el Automobile Club de l'Ouest (ACO) para descubrir nuevos talentos.

## Carrera

### Inicios
A pesar de la pérdida de su padre en 1959, Rondeau decidió perseguir su objetivo, a pesar de ser todavía un niño y en 1968, después de mucha insistencia, llegaron los primeros resultados: tras sus primeras experiencias en monoplazas se dedicó a las carreras de turismos, para luego pasar a los sport prototipos. Tras los éxitos con el Renault R8 Gordini, comenzó a competir en el Trofeo Alpine, que se disputó con modelos A110, donde obtuvo un puesto 12 en su año debut, mientras que al año siguiente, nuevamente en dicho torneo, Rondeau logró la final del «Volant Shell», terminando en el quinto lugar. En los dos primeros años de 1970, Rondeau decidió dedicarse a las carreras de montaña, conduciendo siempre un Alpine-Renault, ganando 12 carreras y cosechando otras cinco victorias en carreras en circuitos reservados a los coches deportivos.

### Debut en Le Mans
Después de dos años en Alpine, Jean Rondeau pudo finalmente realizar su sueño de participar en las 24 Horas de Le Mans: en 1972 condujo el Chevron B21-Cosworth en la clase «Sport 2», inscrito por el equipo británico de Brian Robinson. y en las pruebas oficiales, obtuvo el mejor tiempo de su clase.
Conduciendo para un equipo privado y con un presupuesto limitado, Rondeau decidió retirarse de la carrera en la novena hora de prueba por las dificultades para reparar el automóvil por falta de repuestos. Lejos de darse por vencido, Rondeau decidió participar en una de las dos carreras restantes del Campeonato Mundial de Marcas, los 1000 km de Zeltweg, donde finalizó en el 12.º lugar con el mismo B21.
En 1973, Rondeau volvió a correr en Le Mans, esta vez con un Porsche 908/02 del francés Christian Poirot en la clase «Sport 3», pero esta vez no logró clasificarse. Posteriormente emigró al Reino Unido, donde obtuvo el «Trofeo British Leyland», y luego regresó al año siguiente al circuito de la Sarthe nuevamente con Poirot y Porsche.
En 1974 logró el 25.º tiempo en la clasificación y terminó la carrera en el séptimo lugar en la clase Sport 3, y en el 19.º en la clasificación general. Después de tres intentos fallidos en las categorías de prototipos deportivos, Rondeau participó en la edición de 1975 en la categoría GTP, conduciendo un Mazda RX-3 de Claude Bouchet, pero se vio obligado a retirarse por problemas de motor a mitad de carrera.

### Piloto y preparador
Siempre muy ambicioso, Rondeau decidió dar un giro en su carrera y se convirtió en piloto-fabricante: en 1976, dos años después de la retirada de Matra de Le Mans y del Campeonato del Mundo de Marcas tras 3 victorias consecutivas y 10 años de participación ininterrumpida. Sin equipo francés en competencia, en las 24 Horas de Le Mans de 1975, los equipos británicos y alemanes dominaron, a pesar de la presencia de Ligier con su segundo puesto en la clasificación general; aunque Ligier nunca fue un verdadero obstáculo para el Mirage y el Lola en aquella edición y sólo los problemas mecánicos que afectaron a los T292 y T294 de la marca fundada por Eric Broadley, le permitieron su mejor resultado histórico en Le Mans.
Pero del deseo de recuperar una presencia francesa fuerte y creíble en Le Mans nacieron dos proyectos, uno patrocinado por el exdiseñador de Peugeot Gerard Welter y el otro por iniciativa de Rondeau: ambos proyectos, que pretendían formar un «Equipe de France», partió de la idea de utilizar el motor V6 PRV de Peugeot, Renault y Volvo y los prototipos se construyeron según las reglas del Grupo 6, el llamado gran turismo prototipo. Rondeau, que tenía en mente la potencia del Ford-Cosworth DFV, traído a la pista por Mirage, optó más tarde por construir un GTP competitivo pero poco «patriótico», apostando por el motor de carreras en detrimento del motor francés derivado de la serie: esta elección le valió la falta de apoyo de las grandes empresas francesas, que en cambio apoyaron el proyecto de Welter.
En este punto Rondeau jugó una carta sorpresa y firmó un contrato con la multinacional papelera Inaltéra; este acuerdo incluía, a cambio del patrocinio, la atribución del nombre del prototipo en construcción. Con este movimiento, Rondeau estuvo en boca de todos y causó tal sensación que en la edición de 1976 de Le Mans. TF1, la principal cadena de televisión francesa, dio órdenes específicas a sus comentaristas de no pronunciar el nombre del patrocinador de Rondeau ni el nombre oficial del prototipo, que recibió el nombre de Inaltéra GTP LM. Los dos coches que participaron en la carrera fueron completados en sólo 5 meses por Rondeau, un grupo de amigos y los empleados de «Bureau de Design Ovale», la empresa que había diseñado la aerodinámica del Inaltéra GTP. A partir de entonces, los acontecimientos personales y deportivos de Rondeau se entrelazaron con los de los coches que construyó primero con el nombre de Inaltera y más tarde Automobiles Rondeau.
En 1980 logró, junto con su compatriota Jean-Pierre Jaussaud, ganar en Le Mans, siendo de esta manera el único piloto en ganar con un coche de su propia construcción.

### Últimos años y fallecimiento

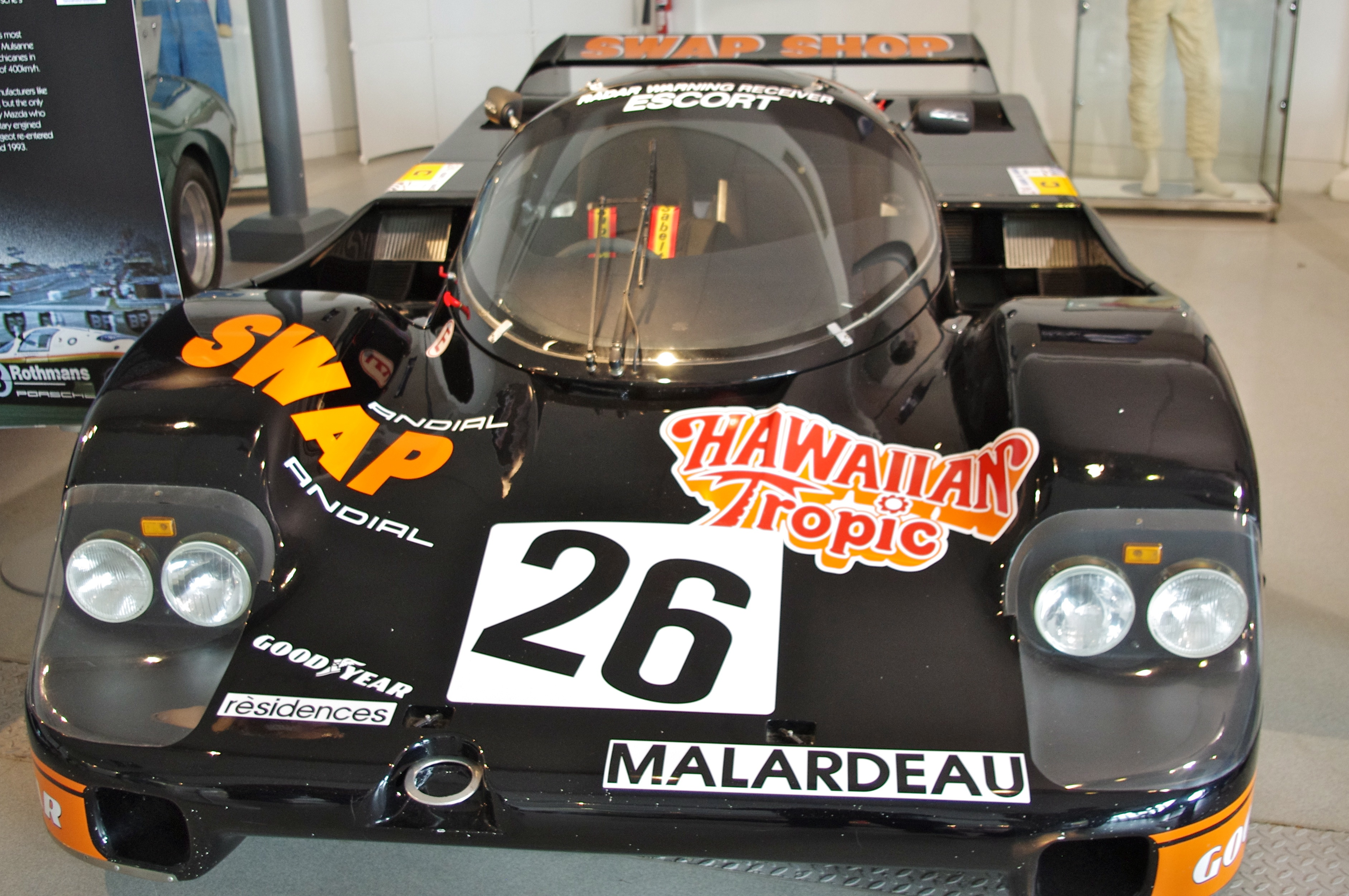
Porsche 956 que participó en las 24 Horas de Le Mans 1984.

Después de Le Mans 1983, Ford France le retiró su apoyo financiero y, a pesar de haberle encargado el suministro de monoplazas de entrenamiento, su empresa se vio obligada a cerrar a finales de 1985 y mientras tanto no participó en las carreras de 1984 y 1985. Así, Jean Rondeau compitió en 1984 con un Porsche 956 privado del equipo «T-Bird Swap Shop», dirigido por Preston Henn, teniendo de copiloto al estadounidense John Paul Jr. y terminó segundo detrás del coche hermano inscrito por el equipo Joest Racing con una diferencia de dos vueltas, en una carrera en la que la ausencia del equipo oficial Porsche fue objeto de controversia con los organizadores y la Federación Internacional del Automóvil (FIA), pero que fue dominados por los coches alemanes con siete 956 privados en los siete primeros puestos.
En la edición de 1985 no fue un presagio de satisfacción: en el Grupo C los WM P83B propulsado por un motor Peugeot, saliendo 21.º en la grilla, terminó 17.º en la clasificación general junto con Michel Pignard y Jean-Daniel Raulet, en un coche totalmente francés.
El 27 de diciembre de 1985, Rondau murió después de que su Porsche 944 fuera embestido por un tren en Champagné.

## Resultados

### 24 Horas de Le Mans
| Año     | Equipo                   | Copilotos                              | Automóvil                  | Clase       | Vueltas | Pos. | Pos. Clase |
| ------- | ------------------------ | -------------------------------------- | -------------------------- | ----------- | ------- | ---- | ---------- |
| 1972    | Guy Edwards              | Brian Robinson                         | Chevron B21-Cosworth       | S 2.0       | 76      | DNF  | DNF        |
| 1974    | Christian Poirot         | Christian Poirot                       | Porsche 908/02             | S 3.0       | 252     | 19.º | 7.º        |
| 1975    | Auto Mazda Claude Buchet | Claude Buchet                          | Mazda RX-3 Coupé           | TS          | 78      | DNF  | DNF        |
| 1976    | Inaltéra                 | Christine Beckers Jean-Pierre Jaussaud | Inaltéra GTP LM-Cosworth   | GTP         | 264     | 21.º | 3.º        |
| 1977    | Inaltéra                 | Jean Ragnotti                          | Inaltéra GTP LM77-Cosworth | GTP         | 315     | 4.º  | 1.º        |
| 1978    | Jean Rondeau             | Bernard Darniche Jacky Haran           | Rondeau M378-Cosworth      | GTP         | 294     | 9.º  | 1.º        |
| 1979    | Jean Rondeau             | Jacky Haran                            | Rondeau M379-Cosworth      | GTP         | 207     | DNF  | DNF        |
| 1980    | Jean Rondeau             | Jean-Pierre Jaussaud                   | Rondeau M379B-Cosworth     | Gr.6 S 3.0  | 339     | 1.º  | 1.º        |
| 1981    | Jean Rondeau             | Jean-Pierre Jaussaud                   | Rondeau M379C-Cosworth     | Gr.6 S +2.0 | 58      | DNF  | DNF        |
| 1982    | Automobiles Jean Rondeau | Henri Pescarolo Jean Ragnotti          | Rondeau M382-Cosworth      | Gr.C        | 146     | DNF  | DNF        |
| 1983    | Jean Rondeau Ford France | Alain Ferté Michel Ferté               | Rondeau M482-Ford Cosworth | C           | 90      | DNF  | DNF        |
| 1984    | Henn's T-Bird Swap Shop  | John Paul Jr.                          | Porsche 956                | C1          | 358     | 2.º  | 2.º        |
| 1985    | WM Peugeot               | Michel Pignard Jean-Daniel Raulet      | WM P83B-Peugeot            | C1          | 299     | 17.º | 14.º       |
| Fuente: |                          |                                        |                            |             |         |      |            |